# Dinópolis
Dinópolis es un parque cultural, científico y de ocio, dedicado a la paleontología y al mundo de los dinosaurios ubicado en Teruel, España. Está formado por un parque principal, Dinópolis ubicado en la capital y por otras siete sedes más distribuidas en diversas localidades de la provincia de Teruel, en las que ha habido hallazgos paleontológicos.

## Territorio Dinópolis

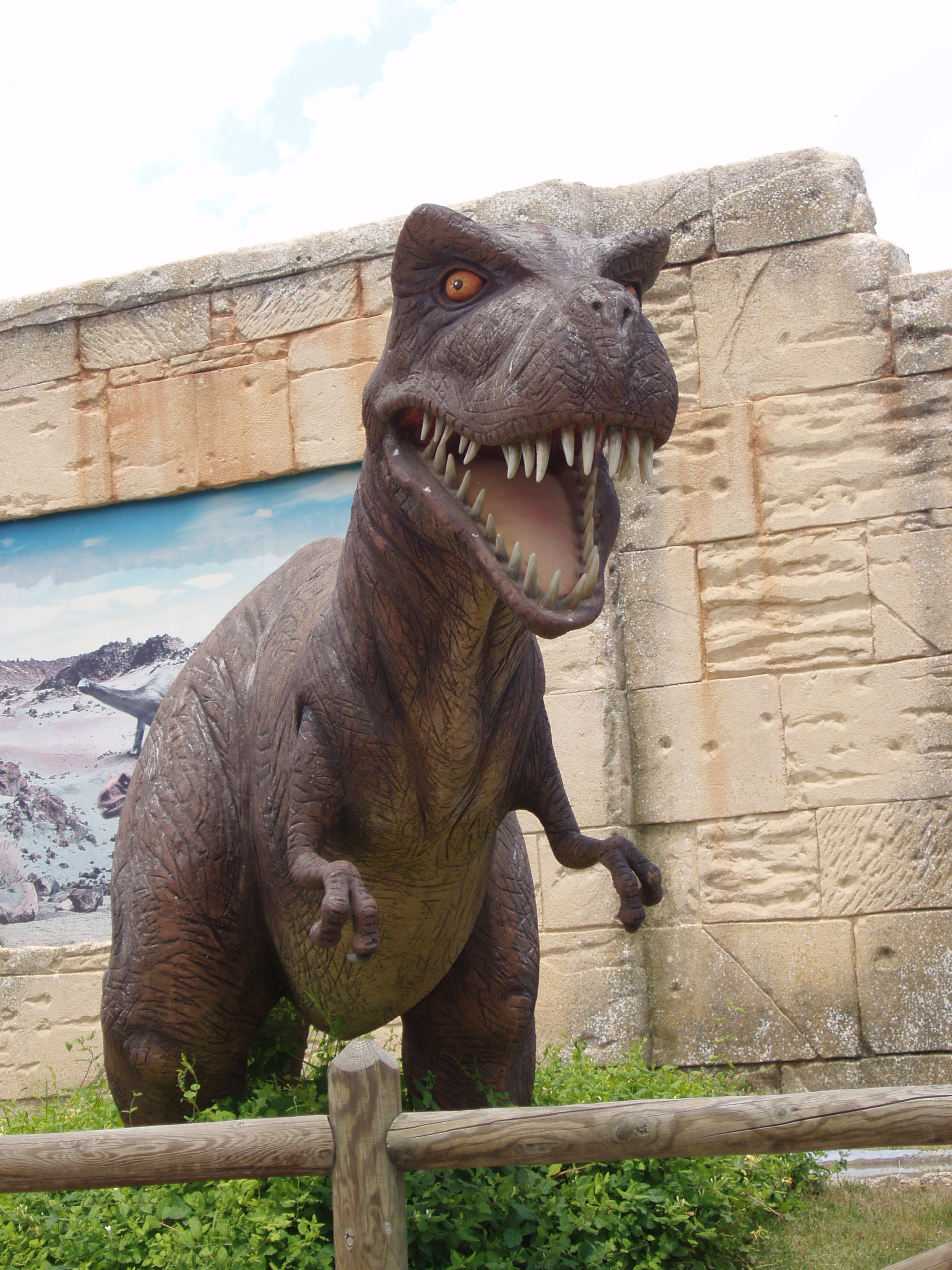
Escultura de un Tyrannosaurus rex

Territorio Dinópolis está formado por un gran parque, Dinópolis Teruel (inaugurado en 2001), en Teruel capital y siete museos ubicados en otras tantas localidades de la provincia: 
- Inhóspitak (inaugurado en 2003) en Peñarroya de Tastavins.[2]
- Legendark (inaugurado en 2003) en Galve.
- Región Ambarina (inaugurado en 2004) en Rubielos de Mora.
- Bosque Pétreo (inaugurado en 2006) en Castellote.
- Mar Nummus (inaugurado en 2008), en la localidad de Albarracín.
- Titania (inaugurado en 2012) en Riodeva.
- Valcaria (inaugurado en 2015) en Ariño.[3][4][5]

## Características

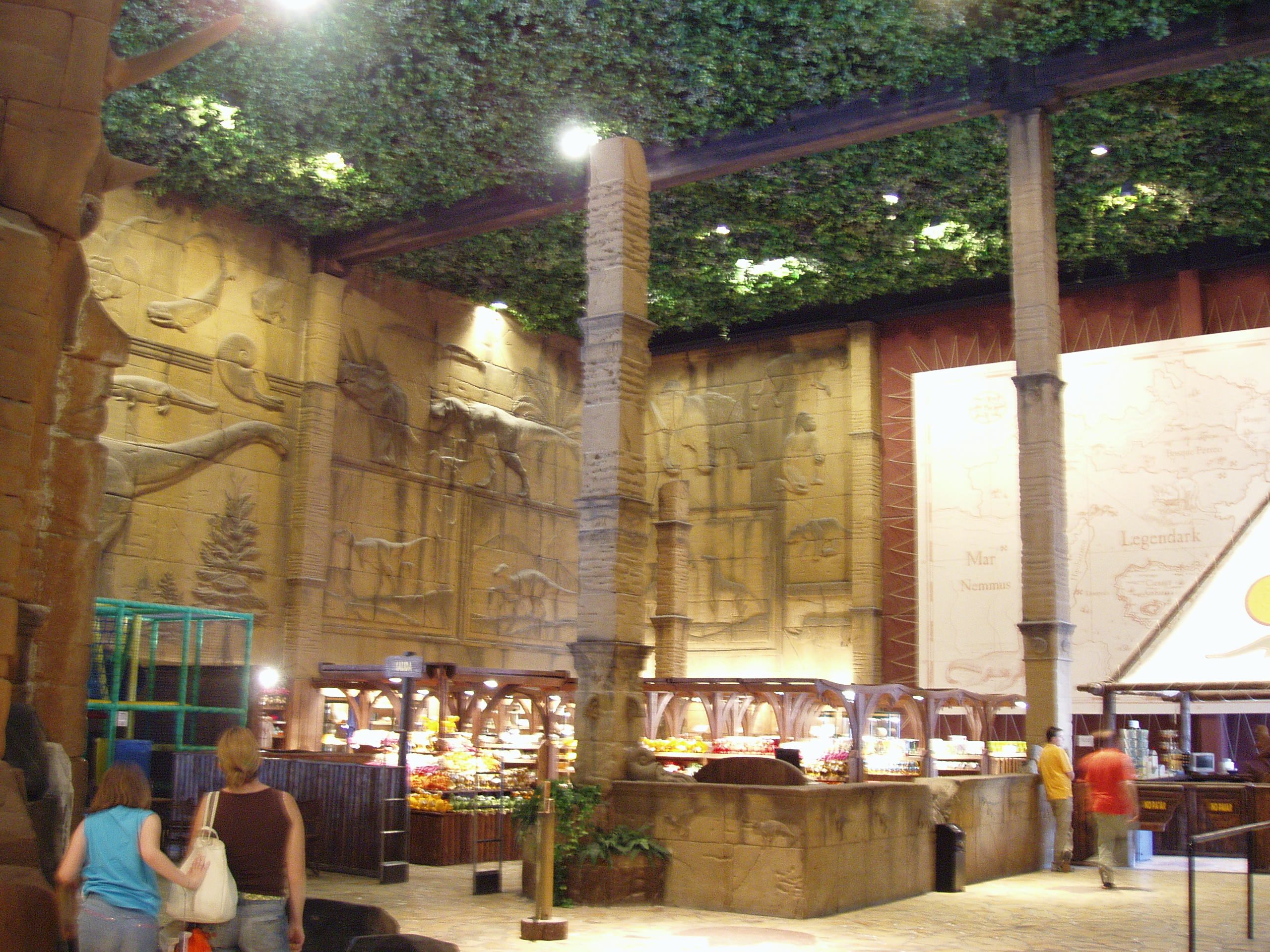
Entrada del parque

Dentro de Territorio Dinópolis, existe la Fundación Conjunto Paleontológico de Teruel-Dinópolis (Fundación Dinópolis), formada actualmente por nueve paleontólogos y un restaurador. Nació en 1998, de la mano del Gobierno de Aragón, con el objetivo de generar y asesorar los contenidos expositivos de todos los parques que forman Territorio Dinópolis. Uno de sus planteamientos principales es investigar, conservar y difundir el patrimonio paleontológico, fundamentalmente a través de Territorio Dinópolis, aunque también mediante artículos y publicaciones en todo tipo de medios.
Territorio Dinópolis abrió sus puertas en junio de 2001, promovido por el Gobierno de Aragón a través del Instituto Aragonés de Fomento (IAF), con el objetivo de impulsar el sector del turismo y del ocio aprovechando la riqueza paleontológica de la provincia de Teruel. Hasta el momento la inversión en este nuevo concepto de parque cultural, científico y de ocio supera los 38 millones de euros.

## Exhibiciones

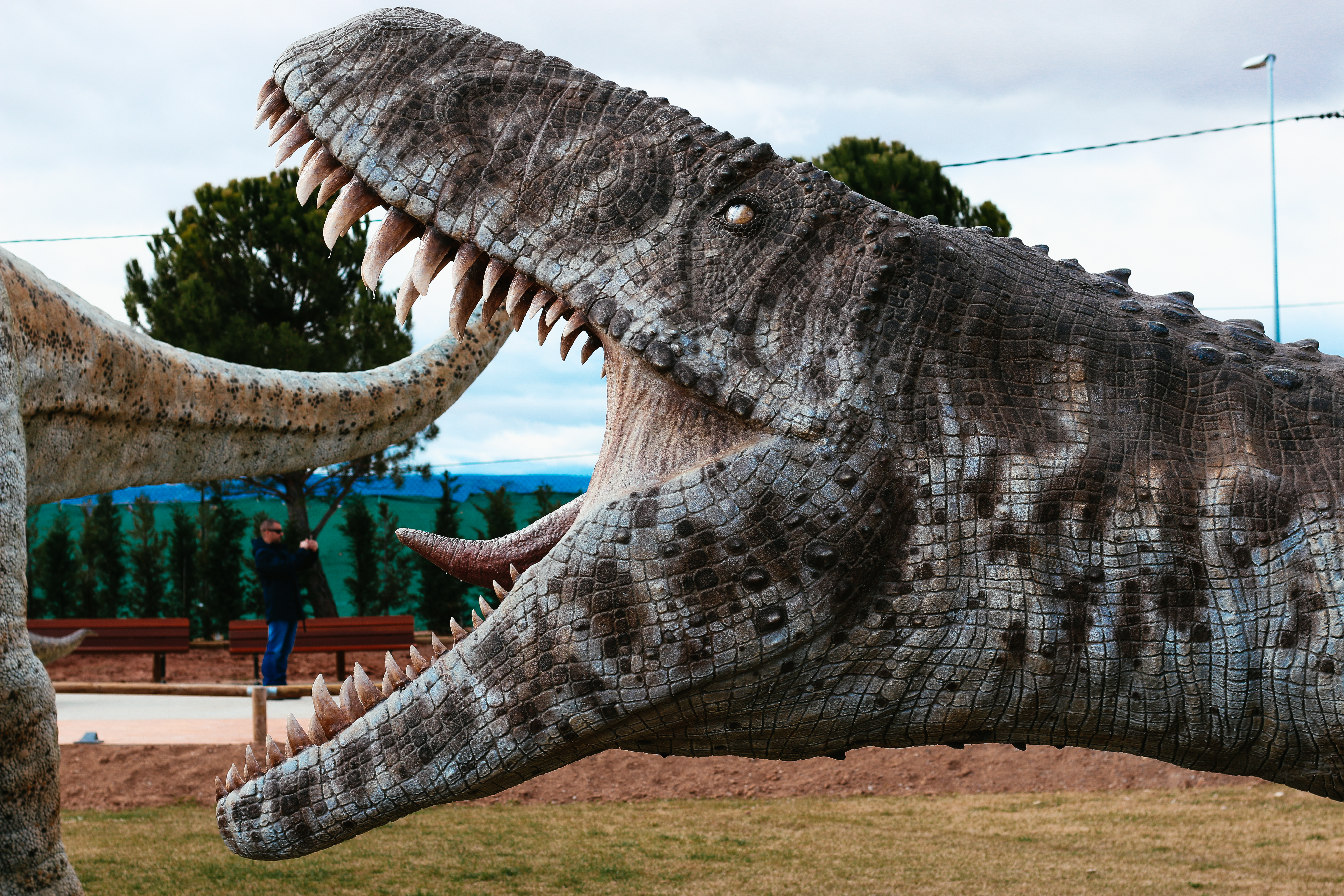
Escultura de un Torvosaurus

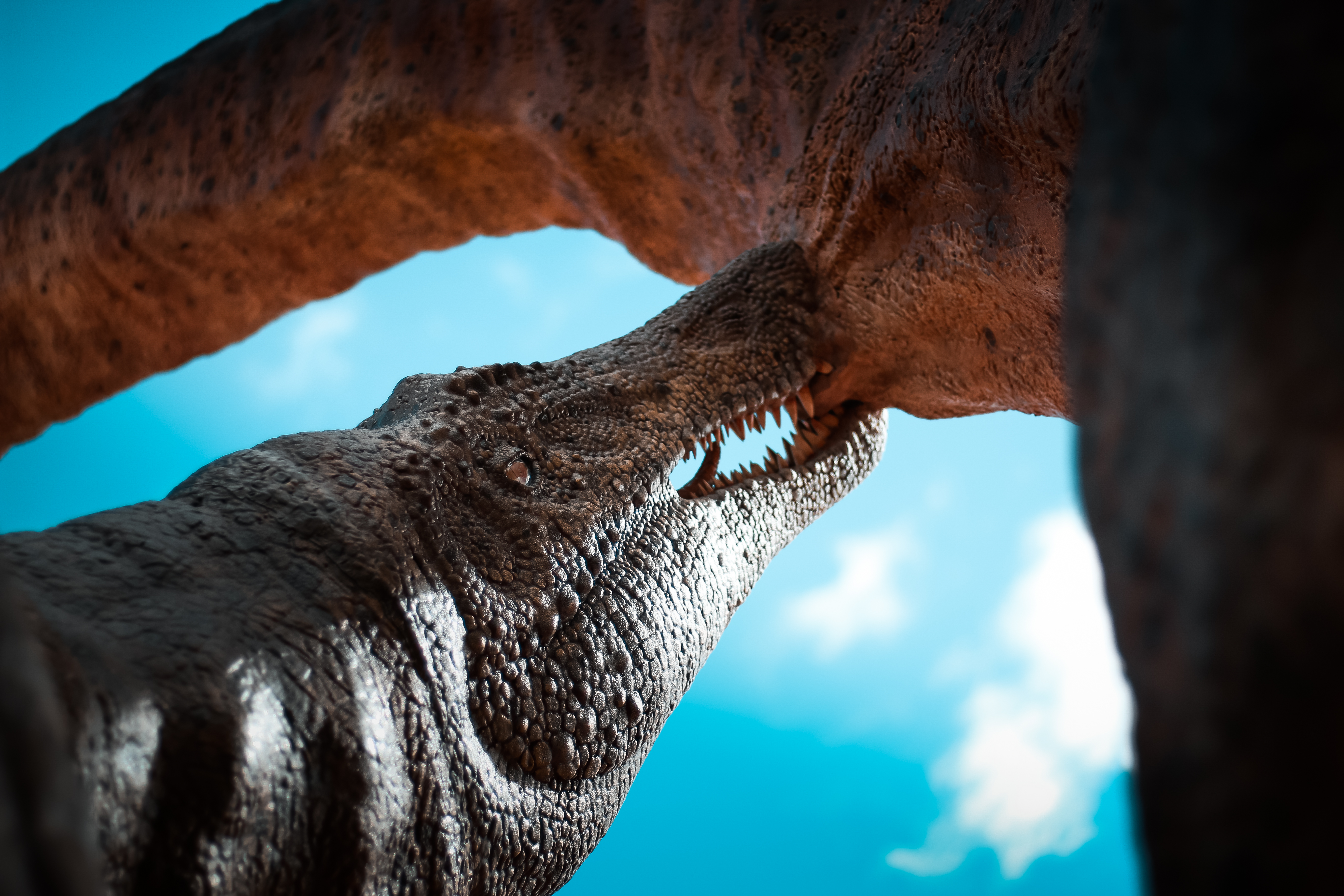
Escultura de dinosaurios peleando

Dinópolis (Teruel) tiene diversos contenidos:
- Museo Paleontológico, formado por 4 salas: Mundo acuático, Dinosaurios, Extinción y Mamíferos.
- Recorridos temáticos como «El viaje en el tiempo» o «El último minuto».
- Cine 3D
- Terra Colossus, simulador virtual 4D.
- Paleosenda, recorrido que simula una excavación y campamento paleontológico.
- Sauriopark, zona de atracciones infantiles tematizadas.
- Tierra Magna, zona temática en la que se encuentran recreaciones a tamaño natural de dinosaurios hallados en la provincia de Teruel.
- Espectáculos de animación: «El club de los paleontólogos», «El show del T-rex», «¡Cara a cara!», «Un mundo soñado» y «Turol Jones y la máquina del tiempo».
- Restaurante Territorium, Mesón de Dinoel y Rocabar.
- Dinotienda.

En junio de 2023 se abrió una nueva ampliación: Mar Jurásico, con temática marina. Combina salas de simulación virtual y esqueletos de animales acuáticos.